# 이선호 (1874년)
이선호(李宣鎬, 1874년 12월 11일 ~ 1936년 4월 6일)는 대한제국과 일제강점기의 관료로, 본적은 경상북도 안동군 도산면 의촌리이다.

## 생애
1904년 1월 국장도감 낭청(國葬都監 郞廳, 1904년 1월 2일 임명)과 삼물소 낭청(三物所 郞廳, 1904년 1월 17일 임명)을 역임했으며 1907년부터 1909년까지 교남교육회 발기인(1907년 7월)과 국채보상금 검사위원(1908년 9월 29일), 대한협회 회원(1909년 1월)을 차례로 역임했다. 1909년 12월 23일 경상북도 함창군수로 임명되었으며 한일 병합 조약 체결 이후인 1910년 10월 1일 경상북도 함창군수로 부임하면서 조선총독부로부터 고등관 8등에 서위되었다. 1911년 6월 17일 경상북도 신녕군수로 임명되었다.
1912년 8월 1일 일본 정부로부터 한국병합기념장을 받았으며 1912년 9월 30일 동양척식주식회사 주최로 열린 일본 시찰단에 참여했다. 1914년부터 1917년까지 경상북도 봉화군수(1914년 3월 1일)와 경상북도 안동군수(1915년 8월 27일 ~ 1920년 1월 27일), 경상북도 지방토지조사위원회 임시위원(1915년 11월 2일 ~ 1917년)을 차례로 역임했고 1915년 11월 10일 일본 정부로부터 다이쇼대례기념장을 받았다.
1920년 1월 26일 조선총독부로부터 고등관 5등에 서위되었으며 경일은행 이사(1920년 4월 28일 ~ 1931년), 조선민립대학기성회 대구지방부 위원(1923년 6월), 유도진흥회 경북지부 이사(1923년 6월 17일), 조선불교단 대구지부 평의원(1926년), 경제연구회 창립준비위원(1927년 10월 16일), 경일은행 취체역(1930년 10월 16일), 영남명덕회(嶺南明德會) 부회장(1932년 10월 3일), 영남명덕회 회장(1935년), 경학원 사성(1936년 1월 18일)을 역임했다. 1922년 10월 15일부터 11월 5일까지 일본 도쿄에서 열린 공자 2400년 기념제에 참석하기 위해 일본에 잠시 체류했다.
1924년 4월 1일과 1927년 4월 1일 경상북도 민선 도평의회원으로 선출되었으며 1930년 4월 1일 경상북도 관선 도평의회원으로 선출되었다. 1933년 5월 11일 경상북도 관선 도회의원으로 선출되었고 1935년 4월 20일부터 1936년 4월 6일까지 조선총독부 중추원 참의를 지냈다. 1928년 8월 31일 일본 정부로부터 쇼와대례기념장을 받았으며 1935년 10월 1일 조선총독부로부터 시정 25주년 기념 표창을 받았다.
친일파 708인 명단의 중추원 부문, 민족문제연구소의 친일인명사전 수록자 명단의 관료, 중추원, 종교 부문, 친일반민족행위진상규명위원회가 발표한 친일반민족행위 705인 명단에 포함되었다.

## 참고자료
- 친일반민족행위진상규명위원회 (2009). 〈이선호〉. 《친일반민족행위진상규명 보고서 Ⅳ-13》. 서울. 133~144쪽.